# HD 224758
HD 224758，又名BD+26 4727，SAO 91648、HR 9078，是一颗恒星，视星等为6.46，位于銀經109.09，銀緯-34.58，其B1900.0坐标为赤經23h 55m 16.8s，赤緯+26° -34.58′ 46″。